# Ледник
Лѐдникът (още глѐтчер от немската дума: Gletscher) представлява голяма, бавноподвижна ледена маса, която се образува от слоеве пресован сняг и е подложена на постепенни деформации под действието на гравитацията. Ледниците се изучават от науката глациология. Те образуват криосферата на Земята и са най-големият резервоар на прясна вода в твърдо състояние.

## Снежна линия
С повишаване на височината и с отдалечаването от екватора в северна и южна посока температурата на въздуха непрекъснато се понижава. Във връзка с това на Земята има райони, в които средната годишна температура е винаги по-ниска от 0°С. В умерените ширини тези райони лежат над 2500 – 3500 m височина, на екватора – над 5000 m височина, а зад полярните окръжности – на морското равнище. Именно в такива места има условия за съществуването на вечен сняг и лед. Долната граница на вечните снегове се нарича снежна линия. Снежната линия не е геометрична линия. Тя обикновено следи онези места на Земята, където годишният приход на твърди валежи (сняг, град, суграшица) се равнява на техния разход. Височината на снежната линия зависи не само от температурата, но и от изложението на склоновете. По южните склонове на планините снежната линия е по-висока, отколкото по северните. Тя зависи още от количеството на валежите. В места с обилни валежи тя лежи по-ниско, а там където има оскъдни валежи – по-високо. В планината Алтай снежната линия по северните склонове е на височина 2500 – 2600 m, а по южните склонове – на 2900 – 3000 m. В Памир тази разлика се равнява на 700 – 800 m. Във връзка с обилните валежи снежната линия в Западен Кавказ лежи на 2900 m, докато в Източен Кавказ, където валежите са по-оскъдни, тя се намира на 3500 m височина.

## Образуване на ледниците

### Фирн
Снегът, който се натрупва във високите части на планините, с течение на времето претърпява значителни изменения. Постепенно той се сляга и става по плътен, а дебелината му непрекъснато се увеличава от новите валежи. Освен това през деня част от най-горния слой на снега слабо се разтопява от слънчевото греене и снежната вода се просмуква на известна дълбочина. При новото си замръзване тя обвива снежните кристалчета с тънка ледена корица. Благодарение на всичко това натрупаният сняг постепенно придобива зърнест строеж и се превръща във фирн (фирнов сняг). Фирнът представлява полуснежна и полуледена маса със зърнеста структура. Отделните слоеве на фирна са разделени с по-тънки или по-дебели ледени прослойки, които представляват ледени корички на стар сняг. По-дебелите ледени кори са се образували по време на лятното топене на снега и разделят годишните слоеве на фирна. По броя на тези прослойки може да се определи и приблизителната възраст на фирновото поле.

### Фирнови полета, глетчерен лед
Във високите планини на умерените ширини фирновият сняг обикновено се натрупва във вдлъбнатите форми на терена. В такива места освен от валеж големи снежни маси се натрупват и от лавини, които се смъкват от околните височини. Тези места с натрупан фирнов сняг се наричат фирнови полета. С течение на времето фирновата маса се уплътнява все повече и повече, докато премине във фирнов лед, който представлява непрозрачна бяла ледена маса. Белият цвят на фирновия лед се дължи на съдържащия се в него въздух. Фирновият лед също има зърновидна структура. По-късно, под влияние на големия натиск, той се превръща в синкавозеленикав глетчерен лед, който е прозрачен и е с по-голяма плътност. Глетчерният лед притежава известна пластичност (способност да изменя своята форма под влияние на непрекъсното въздействие на външните сили). В резултат на това въпреки твърдината си глетчерният лед може да изтича подобно на течностите.

### Ледникови езици
Поради голямата тежест на фирновото поле и благодарение на пластичните свойства на глетчерния лед, част от него започва да изтича по склона. Тези ледени потоци обикновено следват долинните форми на склона и се наричат ледникови езици. Те се спускат далеч под снежната граница. В същото време челната им част непрекъснато се разтопява. Границата между ледниковите езици и фирновото поле се нарича фирнова линия и обикновено тя съвпада със снежната линия. Поради по силното разтопяване на ледниковите езици по краищата (близо до бреговете) те имат изпъкнала форма. Ледниковите езици имат най-различна дължина от 100 – 200 m до няколко десетки километра. Най големият планински ледник в света Хиспар-Биафо (в Каракорум) има дължина 120 km. Както във фирновите полета, така и по ледниковите езици (глетчери, ледници) се наблюдават големи пукнатини, дълбоки до 100 m, които обикновено са покрити с тънък пласт сняг и представляват голяма опасност за посетителите на тези места.

## Движение на ледника
Глетчерният лед, който се намира под силно налягане, притежава пластични свойства и може да се стича. Ледът в ледниковия език се намира в непрекъснато движение. Това движение е извънредно бавно и не може да се наблюдава непосредствено. Установено е, че кавказките ледници се движат със скорост 0,1 – 0,2 m в денонощие, а скоростта на алпийските ледници е малко по-голяма – 0,3 – 0,4 m в денонощие. Обикновено средната част на ледника се движи по-бързо за разлика от тези негови странични и дънни части, които се трият в бреговете и дъното на ледниковата долина. При движението на ледника, поради неравностите по коритото му, по него се образуват многобройни дълбоки пукнатини. Там, където неравностите на ледниковото дъно са много големи, могат да се образуват цели ледопади. На такива места пукнатините в ледника, наречени сераки, достигат дълбочина до 250 m. Стичайки се по планинските склонове, два или повече ледникови езика могат да се слеят в единен ледников поток. Всеки ледников език обаче запазва структурата си чак до края на движението на общия поток. За граница между тях служат средните морени, които се образуват от съответната лява и дясна странична морена на слелите се ледникови езици.
В зависимост от промените в климата даден ледников език се спуска по-ниско или се отдръпва по-високо. Установено е, че движението на ледника става за сметка на материалите, които постъпват от фирновото поле. Ако пада повече сняг във фирновото поле и температурите са по-ниска, ледникът се удължава. При по-слаб снеговалеж във фирновото поле и при по-високи температури ледникът губи от своята маса и се отдръпва по-високо в долината си. Подновяването на ледниковия материал става извънредно бавно. Изчислено е, че при дължина на ледниковия език 10 km материалът от фирновото поле ще достигне края на ледника едва след сто години. Тази скорост, разбира се, не е една и съща за различните ледници.

## Топене на ледника
Ледниците се топят главно през топлото полугодие. Топене на ледника се наблюдава както в челната му част, така и по повърхността. Това личи от многобройните ручейчета, които текат през топлите и слънчеви дни по повърхността на ледниковия език. Топенето е по-интензивно в местата с южно изложение (3 – 4 sm на ден), а по-бавно в местата със северно изложение (0,5 – 2 sm на ден). Стичащата се при топено вода се събира в пукнатините, в ледените пещери или в основата на ледниковия език. Накрая тя излиза от ледника като значителен поток.

## Типове ледници
В зависимост от начина, мястото на образуване, от формата и от размера различаваме три типа ледници: планински, континентални и морски (шелфови)

### Планински ледници
Планинските ледници се поделят на три вида:
- Долинни ледници – спускат се по планинските долини от високите части на планините под формата на ледени реки.
- Висящи ледници – спускат се директно от планинските склонове във вид на къси ледени езици.
- Скандинавски ледници – характерни са за Скандинавския полуостров. Те са с дебела ледена покрива и са предимно къси.

### Континентални ледници
Континенталните ледници са най-обширните и най-мощните ледникови образувания и са разпространени на остров Гренландия и в Антарктида. Дебелината на континенталните ледници достига 1000 – 2000 m и са разположени върху милиони квадратни километра площ. Тъй като снежната линия в Антарктида и Гренландия лежи на височината на морското ниво, континенталният лед свършва направо в океана. От този лед непрекъснато се отделят грамадни ледени блокове (айсберги), които плават свободно в океана.

### Морски (шелфови) ледници
Морските и шелфовите ледници заемат обширни пространства на повърхността на океаните и моретата в арктичните и антарктичните райони на Земята.

## Географско разпространение на ледниците
С вечен сняг и лед са покрити около 16 млн. km² от сушата. Това пространство се разпределя по следния начин:
- Около 2 083 000 km² в северните полярни райони
- Около 100 300 km² в умерените райони на Северното полукълбо
- Около 65 km² в тропичните райони
- Около 21 000 km² в умерените райони на Южното полукълбо
- около 13 500 000 km² в Антарктика.[1]

## Най-големите ледници в света
1. Ламберт, Австралийска антарктическа територия
- Дължина: 402 km
- Широчина: до 64 km

2. Петерман, Северна Гренландия
- Дължина: 200 km

3. Биърдмор, Новозеландска антарктическа територия
- Дължина: 200 km

4. Хиспар-Биафо, масив Каракорум, Пакистан
- Дължина: 120 km
- Широчина: до 3,2 km

5. Хабард, планини „Сейнт Илайъс“, Аляска, САЩ
- Дължина: 114 km

6. Хумболт, Северозападна Гренландия
- Дължина: 114 km
- Широчина: около 95 km